# Образа
Слово обра́за має два значення:
- Обра́за — зневажливе висловлювання, негарний вчинок і т.ін., що спрямовані проти кого-небудь, і викликають у нього почуття гіркоти, душевного болю.[1]

Образа може бути заподіяна у вигляді висловлювання (словесно, письмово) або у вигляді дії (ляпас, плювок, непристойний жест), а також публічно або в відсутність об'єкта образи. У багатьох країнах образа вважається  злочином.
На відміну від  наклепу, образа не несе у собі відомостей, що ганьблять потерпілого. Образа полягає у негативній оцінці особистості людини, його якостям, поведінці, причому у формі, що суперечить встановленим правилам поведінки і вимогам загальнолюдської  моралі.
- Обра́за — почуття гіркоти, досади, викликане в кого-небудь чиїмсь негарним вчинком і т.ін.[1]

Людська емоція, яка виникає, коли зачіпають почуття її власної гідності, коли людина усвідомлює, що її принижують у її особистій думці або у думці суспільства.
Образи викликають гострий афект, що нерідко веде до відповідної «поведінки» або до ще важчих наслідків.
Образа може, звичайно, не викликати настільки гострої реакції. Може залишатися затаєною і поступово зживатися або вести не до вибуху гніву, а ряду обміркованих різноманітних дій, у тому числі до помсти. Образу переживає, і дитина, і дорослий, і дурний, і розумний. Цицерон сказав: "Кожна образа заподіює біль, котрий насилу витримують навіть наймудріші і найкращі люди".
Горда, марнолюбна, самолюбна людина і людина без почуття власної гідності звичайно, уразливіші, у них присутня свого роду гіперестезія в цьому відношенні, вони бачать і підозрюють образу там, де вона і не передбачалася.